# Yossi & Jagger
Yossi & Jagger is een Israëlische film uit 2002, onder regie van Eytan Fox. De film volgt een groep Israëlische soldaten aan de grens met Libanon. De hoofdrollen worden vertolkt door Ohad Knoller, Yehuda Levi, Assi Cohen en Aya Steinovitz.

## Verhaal
Yossi (Ohad Knoller) leidt een compagnie soldaten in de besneeuwde heuvels van Libanon. In het geheim heeft hij een passionele verhouding met zijn tweede commandant, Lior (Yehuda Levi), die "Jagger" wordt genoemd, omdat hij zo knap is als een rockster. Het koppel, Yossi en Jagger, leidt samen een liefdevol maar geheim bestaan.
Op een dag komt kolonel (Sharon Raginiano) op de legerbasis met twee vrouwelijke soldaten en gaat onmiddellijk met een van hen naar bed in de bunker. De andere, Yaeli (Aya Koren), is geïnteresseerd in Jagger en wijst de seksuele avances af van Ofir (Assi Cohen), die haar probeert uit te leggen dat Jagger niet in haar geïnteresseerd is. De kolonel was gekomen om toe te zien op een nachtelijke hinderlaag, waarvoor Yossi echter weigerachtig is omdat het volle maan is en hij bang is voor de veiligheid van zijn soldaten. Jagger raakt die nacht dodelijk gewond en sterft in de armen van zijn minnaar, die pas nu zijn liefde voor hem kan uitdrukken.
Bij de begrafenisreceptie in het huis van de ouders van Jagger, neemt Jaggers moeder Yaeli verkeerdelijk voor zijn vriendinnetje. Zij klaagt erover dat zij zo weinig wist over haar zoon, zoals zijn favoriete liedje, dat alleen Yossi haar kan zeggen.

## Rolverdeling
- Ohad Knoller als Yossi
- Yehuda Levi als Lior Amichai 'Jagger'
- Assi Cohen als Ophir
- Aya Steinovitz als Yaeli
- Hani Furstenberg als Goldie
- Sharon Raginiano als de kolonel
- Yuval Semo als Psycho
- Yaniv Moyal als Samoncha
- Hanan Savyon als Adams
- Erez Kahana als Yaniv de kok
- Shmulik Bernheimer als Shmuel 'Shmulik' Amichai
- Yael Pearl als Varda Amichai

## Ontvangst
De film kreeg geen steun van het Israëlisch leger, maar werd populair in Israël en werd later door het leger vertoond.
Op de filmsite Rotten Tomatoes kreeg de film in 90% van de kritieken een positieve bespreking.

### Prijzen en nominaties
Yoshi & Jagger won de volgende prijzen:
2003
- 2× Award of the Israeli Television Academy - beste acteerwerk in een drama (Yehuda Levi) en beste originele televisiedrama.
- Dallas OUT TAKES - beste acteur (Yehuda Levi)
- De publieksprijs op het Milan International Lesbian and Gay Film Festival
- De publieksprijs op het Torino International Gay & Lesbian Film Festival
- De prijs voor beste acteur (Ohad Knoller) op het Tribeca Film Festival.

2004
- GLAAD Media Award - Outstanding Film, Limited Release
- 2× Glitter Award - Beste buitenlandse film en beste film